# Usnjate stenice
Usnjate stenice (znanstveno ime Coreidae) so družina stenic iz sorodstva ščitastih stenic, v katero uvrščamo okrog 1800 danes znanih vrst.
Vsi predstavniki so rastlinojedi. Imajo večinoma čokato telo podolgovate ali ovalne oblike, pogosto z izrastki telesa, nog ali tipalnic bizarnih oblik. Glava je majhna v primerjavi s telesom, iz nje izraščajo tipalnice, sestavljene iz štirih členov (po tej lastnosti se zanesljivo ločijo od ščitastih stenic, ki imajo tipalnice iz petih členov). V dolžino dosežejo med 7 in 45 mm.
Klasifikacija družine še ni povsem dorečena; vrste združujemo v okrog 250 rodov, te pa nadalje v več tribusov, ki jim različni avtorji pripisujejo status poddružin. Trenutno so priznane le tri poddružine - Coreinae, Meropachydinae in Pseudophloeinae, ki so bile opisane že konec 19. stoletja; od sodobnejših predlogov ima največ podpore Agriopocorinae, v splošnem pa se sistematiki držijo načela konzervativnosti in do objave celovitega taksonomskega pregleda družine ne uporabljajo drugih poddružin.